# Naitingis
Naitingis is een geslacht van wantsen uit de familie van de Tingidae (Netwantsen). Het geslacht werd voor het eerst wetenschappelijk beschreven door Drake & Ruhoff in 1962.

## Soorten
Het genus bevat de volgende soorten:

- Naitingis blukwana (Drake, 1954)
- Naitingis gollneri Guilbert, 2020
- Naitingis insulana Rodrigues, 1981
- Naitingis maynei (Schouteden, 1923)
- Naitingis nyanzae (Schouteden, 1955)
- Naitingis rossi Rodrigues, 1981